# Kirchberg (Namibia)
Der Kirchberg ist ein Berg in der Namib im Südwesten Namibias, östlich der Koichab-Pfanne. Der Berg erreicht eine Höhe von 1100 m und erhebt sich bis 700 Meter über die umgebende Fläche.